# Europaparlamentsvalet 1984
Europaparlamentsvalet 1984 ägde rum mellan den 14 juni 1984 och den 17 juni 1984 i Europeiska gemenskapernas medlemsstater, med varierande valdagar. I praktiken ägde valet rum torsdagen den 14 juni och söndagen den 17 juni. Rösträkningen fick inte påbörjas förrän samtliga medlemsstater hade avslutat sina val. Valet var det andra direkta valet till Europaparlamentet.
De drygt 200 miljoner röstberättigade hade möjlighet att bestämma vilka de 434 Europaparlamentarikerna skulle vara. På grund av Greklands anslutning till gemenskaperna 1981, var antalet röstberättigade fler än i valet 1979. Dock blev valdeltagandet något lägre i valet 1984 än 1979, en trend som senare skulle visa sig hålla i sig under de efterkommande valen. Mandatfördelningen mellan medlemsstaterna var avgjord på förväg; valet handlade således endast om hur respektive medlemsstats mandat skulle fördelas mellan de nationella partierna.
Efter valet förblev Socialistgruppen den största politiska gruppen, och ökade avståndet till Europeiska folkpartiets grupp (kristdemokratiska gruppen), som dock förblev den näst största gruppen. För första gången lyckades de högerextrema etablera en egen politisk grupp, Gruppen Europeiska högern. De flesta av de andra politiska grupperna backade till följd av valet. Socialdemokraterna och kristdemokraterna inledde ett samarbete efter valet om bland annat vem som skulle vara parlamentets talman.
I vissa medlemsstater ägde valet rum samtidigt som nationella eller lokala val, exempelvis i Luxemburg, där nationella parlamentsval ägde rum parallellt med Europaparlamentsvalet.

## Föregående valperiod

Mandatfördelning vid valet 1979.

I enlighet med valakten om hur val till Europaparlamentet skulle anordnas, var det dags för val till parlamentet i juni 1984. Sedan det första parlamentsvalet 1979, hade Grekland anslutit sig till gemenskaperna. Eftersom Grekland erhöll sitt medlemskap mitt i en valperiod, höll landet separata extraval 1981. I samband med utvidgningen utökades parlamentets mandat.
Antalet mandat hade, på grund av Greklands anslutning, utökats från 410 i valet 1979 till 434 efter valet 1981. Valet 1984 innebar ingen utökning av mandat i sig, men var första gången som alla medborgare inom hela samarbetet, inklusive Grekland, röstade i ett och samma val. På grund av utvidgningen valdes 434 parlamentariker i valet 1984 istället för 410 i valet 1979.
I övrigt skedde inga större förändringar under den gångna valperioden som hade betydelse för Europaparlamentets sammansättning eller valets utformning.

## Utformning

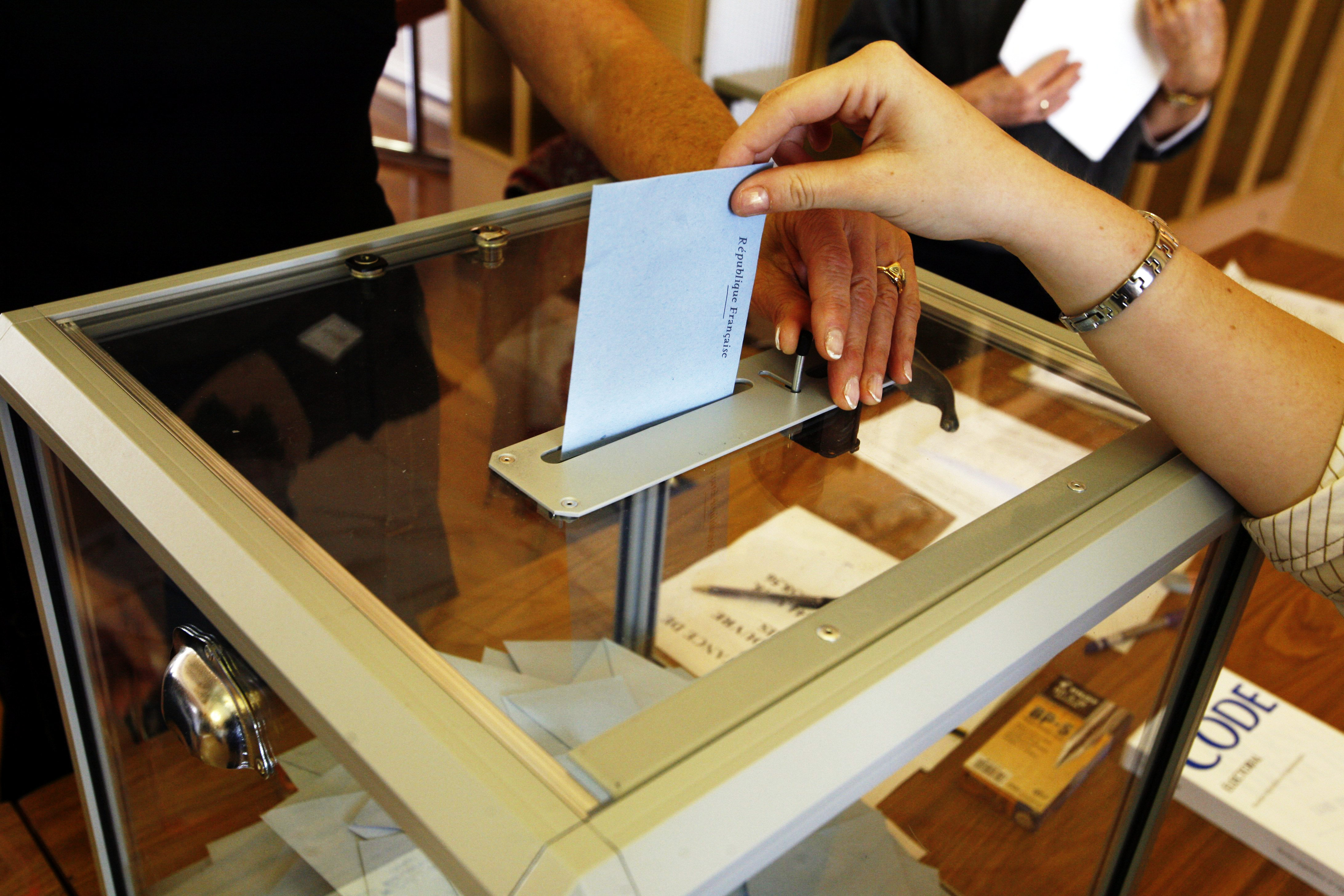
Valen var allmänna, direkta, fria och hemliga i enlighet med valakten.

Valet hölls i enlighet med valakten om hur val till Europaparlamentet ska hållas. Det innebar bland annat att valen skulle vara allmänna, direkta, fria och hemliga. I princip hade varje röstberättigad medborgare i en medlemsstat, också rösträtt i Europaparlamentsvalet. Denna rättighet åtnjöt en medborgare även om han eller hon var bosatt i en annan medlemsstat än sitt hemland vid tidpunkten för valet. Det var dock inte tillåtet att rösta i mer än en medlemsstat.
I enlighet med valakten ägde valet rum i juni månad, och under fyra dagar; från en torsdag till en fredag. Detta berodde på medlemsstaternas skilda traditioner kring vilken veckodag allmänna val skulle äga rum. Det var dock inte tillåtet för en medlemsstat att påbörja sin rösträkning, förrän alla andra medlemsstater hade avslutat sina val. Detta berodde på att valresultatet från en medlemsstat där valet var avslutat inte skulle påverka utgången i valet i en medlemsstat där valet fortfarande pågick.

## Genomförande

I Storbritannien ägde valet rum under torsdagen.

Valet påbörjades torsdagen den 14 juni 1984 i Irland, Nederländerna och Storbritannien. Under fredagen och lördagen hölls inga val i någon medlemsstat. På söndagen höll övriga medlemsstater, Belgien, Danmark, Frankrike, Grekland, Italien, Luxemburg, Portugal, Spanien och Tyskland sina val. Eftersom någon enhetlig europeisk valmyndighet inte existerade, anordnades valet av de nationella valmyndigheterna. Vissa skillnader fanns mellan medlemsstaternas valsystem, inte minst kring vilken valmetod som tillämpades. Alla utom Storbritannien tillämpade ett proportionellt valsystem. Vissa medlemsstater valde att dela in sitt territorium i flera valkretsar. Detta var tillåtet enligt valakten så länge det inte hade betydelse för valets utgång.

## Trender

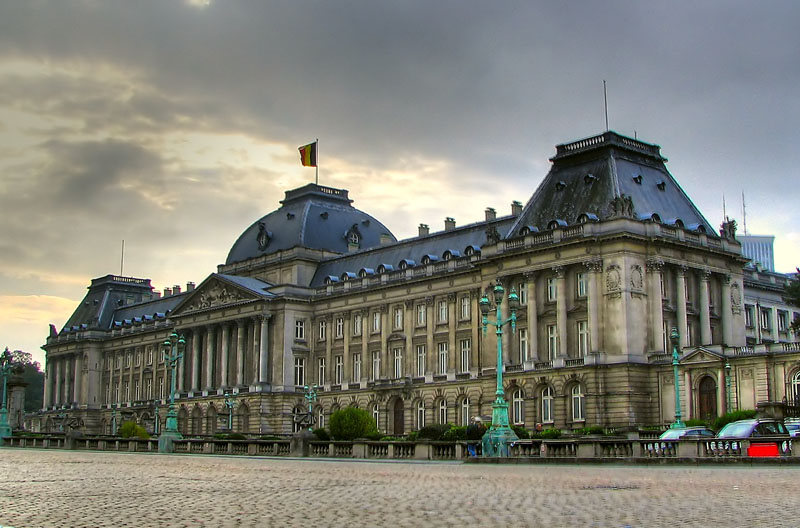
Belgien hade högst deltagande.

Valet saknade en enhetlig valrörelse, och valet var snarare tolv separata val än ett enhetligt europeiskt val. Det innebar också att olika politiska frågor kom upp på agendan i de olika medlemsstaterna.
Mandatfördelningen skiljde sig inte markant från valet 1979, mer än att de europeiska socialdemokraterna gick framåt något. I övrigt var maktbalansen densamma. Socialdemokraterna förblev största politiska grupp, följda av kristdemokraterna.
Valdeltagandet sjönk jämfört valet 1979, vilket endast var början på den trend som skulle komma att fortsätta i senare val. Dock skiljde sig valdeltagandet markant mellan de olika medlemsstaterna; i till exempel Belgien, Italien och Luxemburg var valdeltagandet långt över 80 procent, medan knappt var tredje britt deltog i valet.

## Valresultat

### Valresultat efter politisk grupp
|  |  | SOC | EPP | ED | COM | LD | EDA | RBW | ER | NI |  | Mandat | Deltagande |  |
|  |  | --- | --- | -- | --- | -- | --- | --- | -- | -- |  | ------ | ---------- |  |

| Belgien |  | 7   | 6   | – | – | 5   | – | 4     | – | 2   |  | 24 | 92,2 % |  |
| ------- |  | --- | --- | - | - | --- | - | ----- | - | --- |  | -- | ------ |  |
|         |  | 3+4 | 2+4 | – | – | 2+3 | – | 1+2+1 | – | 1+1 |  |    |        |  |

| Danmark |  | 4   | 1 | 4 | 1 | 2 | – | 4 | – | – |  | 16 | 52,4 % |  |
| ------- |  | --- | - | - | - | - | - | - | - | - |  | -- | ------ |  |
|         |  | 1+3 | 1 | 4 | 1 | 2 | – | 4 | – | – |  |    |        |  |

| Frankrike |  | 20 | 9 | – | 10 | 12 | 20   | – | 10 | – |  | 81 | 56,7 % |  |
| --------- |  | -- | - | - | -- | -- | ---- | - | -- | - |  | -- | ------ |  |
|           |  | 20 | 9 | – | 10 | 12 | 19+1 | – | 10 | – |  |    |        |  |

| Grekland |  | 10 | 9 | – | 4 | – | – | – | 1 | – |  | 24 | 77,2 % |  |
| -------- |  | -- | - | - | - | - | - | - | - | - |  | -- | ------ |  |
|          |  | 10 | 9 | – | 4 | – | – | – | 1 | – |  |    |        |  |

| Irland |  | – | 6 | – | – | 1 | 8 | – | – | – |  | 15 | 47,6 % |  |
| ------ |  | - | - | - | - | - | - | - | - | - |  | -- | ------ |  |
|        |  | – | 6 | – | – | 1 | 8 | – | – | – |  |    |        |  |

| Italien |  | 12  | 27   | – | 26 | 5   | – | 3     | 5 | 3 |  | 81 | 83,4 % |  |
| ------- |  | --- | ---- | - | -- | --- | - | ----- | - | - |  | -- | ------ |  |
|         |  | 3+9 | 26+1 | – | 26 | 2+3 | – | 1+1+1 | 5 | 3 |  |    |        |  |

| Luxemburg |  | 2 | 3 | – | – | 1 | – | – | – | – |  | 6 | 88,8 % |  |
| --------- |  | - | - | - | - | - | - | - | - | - |  | - | ------ |  |
|           |  | 2 | 3 | – | – | 1 | – | – | – | – |  |   |        |  |

| Nederländerna |  | 9 | 8 | – | – | 5 | – | 2   | – | 1 |  | 31 | 35,6 % |  |
| ------------- |  | - | - | - | - | - | - | --- | - | - |  | -- | ------ |  |
|               |  | 9 | 8 | – | – | 5 | – | 1+1 | – | 1 |  |    |        |  |

| Storbritannien |  | 33   | – | 46   | – | – | 1 | – | – | 1 |  | 81 | 32,6 % |  |
| -------------- |  | ---- | - | ---- | - | - | - | - | - | - |  | -- | ------ |  |
|                |  | 32+1 | – | 45+1 | – | – | 1 | – | – | 1 |  |    |        |  |

| Västtyskland |  | 33 | 41   | – | – | – | – | 7 | – | – |  | 81 | 56,8 % |  |
| ------------ |  | -- | ---- | - | - | - | - | - | - | - |  | -- | ------ |  |
|              |  | 33 | 34+7 | – | – | – | – | 7 | – | – |  |    |        |  |

| Europeiska gemenskaperna |  | 130 | 110 | 50 | 41 | 31 | 29 | 20 | 16 | 7 |  | 434 | 61,0 % |  |
| ------------------------ |  | --- | --- | -- | -- | -- | -- | -- | -- | - |  | --- | ------ |  |

## Händelser efter valet

### Omgrupperingar

Mandatfördelningen efter politisk grupp efter valet.

Efter valet skedde relativt små förändringar bland de politiska grupperna i Europaparlamentet. De flesta av grupperna behöll i princip samma utformning som innan valet.
Oberoendes tekniska grupp omformades till Regnbågsgruppen, som till större del bestod av regionalistiska och gröna partier än sin föregångare. Samtidigt ändrade Gruppen Europeiska progressiva demokrater namn till Gruppen Europeiska demokratiska alliansen. Detta var dock mer en kosmetisk ändring, än en ändring av politisk betydelse.
För första gången bildades också en högerextrem grupp, Gruppen Europeiska högern, bestående av euroskeptiska och invandrarkritiska partier, däribland det franska nationalkonservativa partiet Front National och det italienska fascistiska partiet Movimento Sociale Italiano.
Socialistgruppen förblev den största politiska gruppen med sina 130 mandat, och utökade sitt försprång gentemot kristdemokraternas grupp. Precis som i valet 1979 erhöll ingen politisk grupp egen majoritet, och därför präglades den kommande valperioden av koalitioner mellan kristdemokrater, socialdemokrater och liberaler, och hoppande majoriteter.
| Socialistgruppen | socialdemokrati | Rudi Arndt |  | 130 |  |

| Europeiska folkpartiets grupp (kristdemokratiska gruppen) | kristdemokrati | Egon Klepsch |  | 110 |  |

| Gruppen Europademokrater | konservatism | Henry Plumb |  | 50 |  |

| Gruppen kommunister och deras samarbetspartner | kommunism | Gianni Cervetti |  | 41 |  |

| Liberala och demokratiska gruppen | liberalism | Simone Veil |  | 31 |  |

| Gruppen Europeiska demokratiska alliansen | nationalkonservatism | Christian de La Malène |  | 29 |  |

| Regnbågsgruppen | regionalism, grön ideologi | Else Hammerich, Jaak Vandemeulebroucke, Bram van der Lek, Paul Staes |  | 20 |  |

| Gruppen Europeiska högern | högerextremism | Jean-Marie Le Pen |  | 16 |  |

| Grupplösa i Europaparlamentet |  |  |  | 7 |  |

### Val av talman och vice talmän

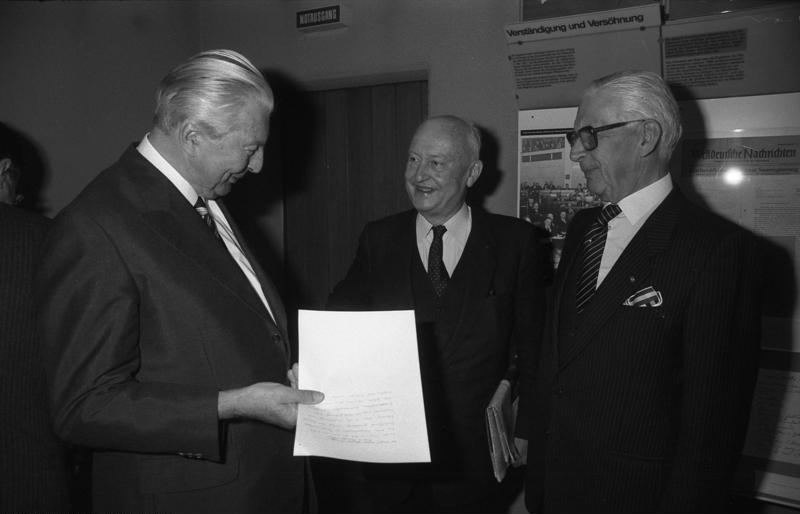
Pierre Pflimlin valdes till talman.

Det nyvalda Europaparlamentet sammanträdde för första gången den 24 juli 1984. Den första delen av det första sammanträddet leddes av parlamentets ålderspresident, den äldste i församlingen. Parlamentets första uppgift var att välja en ny talman för den andra valperioden.
Parlamentet beslutade att välja Pierre Pflimlin (EPP) till ny talman vid sitt sammanträde. Därutöver valdes även fjorton vice talmän. Eftersom det endast fanns fjorton kandidater till dessa poster, valdes de genom acklamation. En därpå följande omröstning hölls för att rangordna de vice talmännens ordning.
Efter halva mandatperioden ersattes Pflimlin av den konservative ledamoten Charles Henry Plumb. Då utsågs även fjorton nya vice talmän. Plumb utsågs till talman trots att han representerade den tredje största politiska gruppen, och inte den största, socialdemokratiska.